# Nikolai Fjodorowitsch Saikin
Nikolai Fjodorowitsch Saikin (russisch Николай Фёдорович Заикин, wiss. Transliteration Nikolaj Fëdorovič Zaikin; * 23. Novemberjul. / 5. Dezember 1801greg. im Landkreis Fatesch, Gouvernement Kursk; † 23. Julijul. / 4. August 1833greg. in Witim (Jakutien)) war ein russischer Unterleutnant, Poet und Dekabrist.

## Leben
Nikolai, Sohn des Fatescher Gutsbesitzers Adelsmarschall Hofrat Fjodor Michailowitsch Saikin, besuchte in Moskau bis 1817 drei Schulen – die des Gabriel Delesalle, des Ilja Wassiljewitsch Bordenaw und des Wassili Stepanowitsch Krjaschew. Nach anschließendem zweijährigen Aufenthalt daheim bei den Eltern in Fatesch trat er am 24. März 1819 in die Moskauer Junkerschule ein, absolvierte diese am 14. April 1821 als Fähnrich und durchlief in der Armee 1822 bis 1824 als angehender Offizier eine topographische Ausbildung. Der Unterleutnant Nikolai Saikin schloss letztere als Geodät ab. Mitunter schrieb er Gedichte.
Seit 1824 Mitglied des Südbundes der Dekabristen, wurde Nikolai Saikin am 14. Januar 1826 in Tultschyn festgenommen und am 22. Januar in die Sankt Petersburger Peter-und-Paul-Festung verbracht. Am 31. Januar wurde der Gefangene in Handschellen nach Tultschyn zurückgebracht. In dieser Region, in Linzy in der Nähe von Brazlaw, auf dem Gelände eines der Güter der Bobrischtschew-Puschkins, sollte er die Stelle zeigen, an der nach den vergrabenen Dokumenten Pestels gegraben werden musste.
Nikolai Saikin wurde lebenslänglich nach Gischiginsk verbannt. Auf dem Wege dorthin wurde die Strafe auf zwanzig Jahre herabgesetzt. 1828 kam der Verbannte in Witim, seinem Sterbeort, an. Das Grab ist nicht erhalten.
Nikolai Saikins Bruder Fjodor, kein Dekabrist, der in Perm als Fähnrich diente, wusste, wo Pestels Papiere vergraben waren. Nikolai hatte noch vier Brüder (Alwin (* 1804), Pawel (* 1809), Alexander (* 1810) und Michail (* 1812)) sowie zwei Schwestern (Jelisaweta und Serafima).